# László Kiss (astronom)
László L. Kiss (ur. 8 sierpnia 1972 w Suboticy) – węgierski astronom i astrofizyk.

## Życiorys
Urodził się w 1972 roku w Suboticy w Jugosławii (obecnie Serbia) jako przedstawiciel mniejszości węgierskiej. W 1991 wyjechał na Węgry i podjął studia na Uniwersytecie Segedyńskim na wydziale fizyki. Uzyskał tam tytuł Master of Science (1996) oraz stopień doktora (PhD, 2000). W 2002 roku wyjechał do Australii i przez kolejnych 7 lat był pracownikiem naukowym na Uniwersytecie w Sydney. W 2008 roku otrzymał stopień Doctor of Science od Węgierskiej Akademii Nauk. Został jednym z pierwszych laureatów węgierskiego stypendium „Lendület”, którego celem jest zachęcenie węgierskich naukowców pracujących za granicą do powrotu do kraju. Po powrocie na Węgry pracował w różnych grupach badawczych. Został członkiem korespondencyjnym Węgierskiej Akademii Nauk (2013). Od 2015 roku jest przedstawicielem Węgier w Komitecie Programów Naukowych Europejskiej Agencji Kosmicznej. Od 1 stycznia 2016 do 31 grudnia 2018 roku był dyrektorem Obserwatorium Konkolyego, zaś od 1 stycznia 2019 roku jest dyrektorem generalnym Research Centre for Astronomy and Earth Sciences, w skład którego wchodzi Obserwatorium Konkolyego.
Jest członkiem wielu organizacji astronomicznych i stowarzyszeń naukowych, m.in. Międzynarodowej Unii Astronomicznej oraz Academia Europaea. 
W latach 1998–2007 wspólnie z Krisztiánem Sárneczkim odkrył 59 planetoid. Zajmuje się także badaniami oscylacji gwiazd, gromad gwiazd i planet pozasłonecznych.
W uznaniu jego pracy jedną z planetoid nazwano (113202) Kisslászló.

## Lista odkrytych planetoid
| (14181) Koromházi  | 20 listopada 1998 |
| (23718) Horgos     | 2 kwietnia 1998   |
| (28196) Szeged     | 15 grudnia 1998   |
| (39971) József     | 2 kwietnia 1998   |
| (44479) Oláheszter | 24 listopada 1998 |
| (45300) Thewrewk   | 1 stycznia 2000   |
| (53029) Wodetzky   | 22 listopada 1998 |
| (67308) Öveges     | 21 kwietnia 2000  |
| (68114) Deákferenc | 1 stycznia 2001   |
| (68144) Mizser     | 1 stycznia 2001   |
| (72071) Gábor      | 31 grudnia 2000   |
| (75555) Wonaszek   | 31 grudnia 1999   |
| (75570) Jenőwigner | 1 stycznia 2000   |
| (75823) Csokonai   | 28 stycznia 2000  |
| (82071) Debrecen   | 31 grudnia 2000   |
| (86196) Specula    | 24 września 1999  |
| (91024) Széchenyi  | 28 lutego 1998    |
| (106869) Irinyi    | 31 grudnia 2000   |
| (107052) Aquincum  | 1 stycznia 2001   |
| (121817) Szatmáry  | 2 stycznia 2000   |

| (137066) Gellért-hegy  | 23 listopada 1998    |
| (171429) Hunstead      | 1 września 2007      |
| (228004) 2007 QC5      | 31 sierpnia 2007     |
| (231470) Bedding       | 2 września 2007      |
| (233583) 2007 RR       | 1 września 2007      |
| (234294) Pappsándor    | 31 grudnia 2000      |
| (236807) 2007 RH9      | 2 września 2007      |
| (269742) Kroónorbert   | 23 października 1998 |
| (281270) 2007 RY1      | 2 września 2007      |
| (281348) 2007 UY135    | 20 października 2007 |
| (293718) 2007 RP       | 1 września 2007      |
| (293719) 2007 RQ       | 1 września 2007      |
| (293720) 2007 RX1      | 1 września 2007      |
| (313116) Pálvenetianer | 31 grudnia 2000      |
| (320260) Bertout       | 31 sierpnia 2007     |
| (333612) 2007 RB11     | 5 września 2007      |
| (352160) 2007 RE       | 1 września 2007      |
| (356280) 2010 BK89     | 31 sierpnia 2007     |
| (358483) 2007 RU1      | 1 września 2007      |
| (375066) 2007 RZ4      | 31 sierpnia 2007     |

| (388564) 2007 QB5   | 31 sierpnia 2007     |
| (391506) 2007 RW9   | 5 września 2007      |
| (402851) 2007 RE11  | 5 września 2007      |
| (410179) 2007 RZ1   | 2 września 2007      |
| (410324) 2007 UX6   | 20 października 2007 |
| (447774) 2007 RL13  | 5 września 2007      |
| (456646) 2007 RJ5   | 2 września 2007      |
| (462106) 2007 RF11  | 5 września 2007      |
| (470326) 2007 RB5   | 1 września 2007      |
| (475993) 2007 RF    | 1 września 2007      |
| (527041) 2007 RZ290 | 2 września 2007      |
| (558868) 2015 BK243 | 5 września 2007      |
| (589634) 2010 Jl159 | 5 września 2007      |
| (597561) 2007 RG5   | 2 września 2007      |
| (601253) 2013 AA70  | 31 sierpnia 2007     |
| (602887) 2014 SZ111 | 31 sierpnia 2007     |
| (613769) 2007 QM4   | 31 sierpnia 2007     |
| (613772) 2007 RM    | 1 września 2007      |
| (618318) 2007 QX4   | 31 sierpnia 2007     |

1. 1 2 3 4 5 6 7 8 9 10 11 12 13 14 15 16 17 18 19 20 21 22 23 24 25 26 27 28 29 30 31 32 33 34 35 36 37 38 39 40 41 42 43 44 45 46 47 48 49 50 51 52 53 54 55 56 57 58 59  Wspólnie z Krisztiánem Sárneczkim.